# Episteira frustrata
Episteira frustrata är en fjärilsart som beskrevs av Louis Beethoven Prout 1935. Episteira frustrata ingår i släktet Episteira och familjen mätare. Inga underarter finns listade i Catalogue of Life.